# Vitalij Ahejev
Vitalij Ahejev (Angarsk, 4 settembre 1964) è un ex schermidore sovietico, poi ucraino, vincitore di due medaglie di bronzo ai campionati mondiali di scherma.